# Cimera del G20 de 2020
La Cimera del G20 de 2020 és la quinzena reunió del G20. Va tenir lloc el 21 i 22 de novembre de 2020 a la ciutat de Riad, a l'Aràbia Saudita.

## Presidència
La cimera de la G20 a Riyad va ser presidida pel rei saudita, Salman bin Abdulaziz

## Liders participants

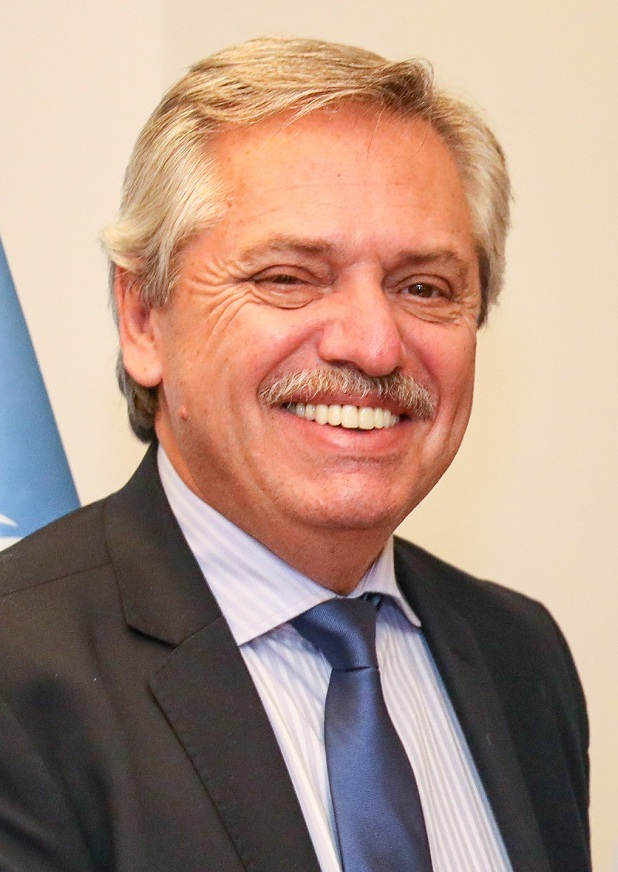
Argentina Alberto Ángel Fernández, President de la Nació Argentina
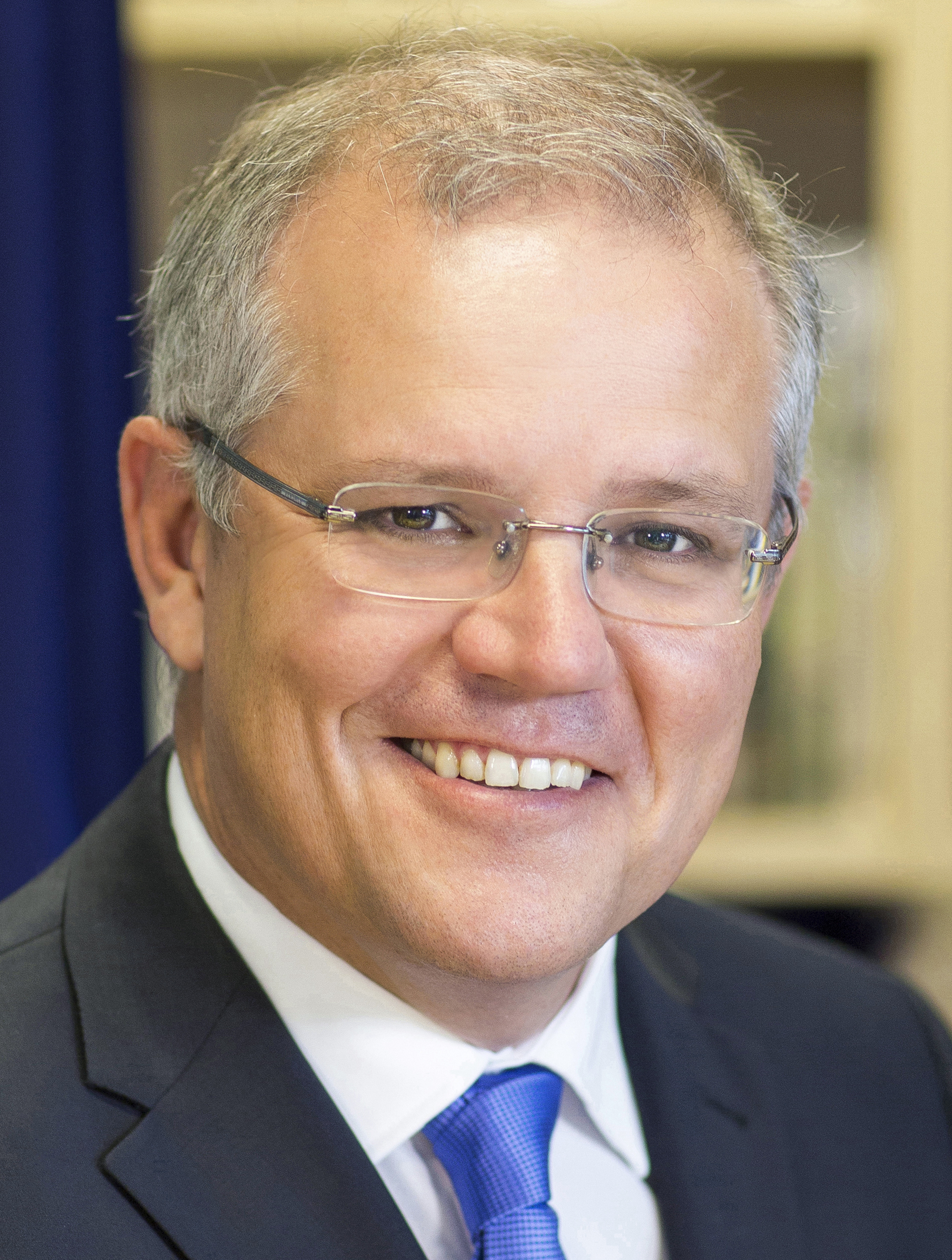
Austràlia Scott Morrison, Primer ministre d'Austràlia
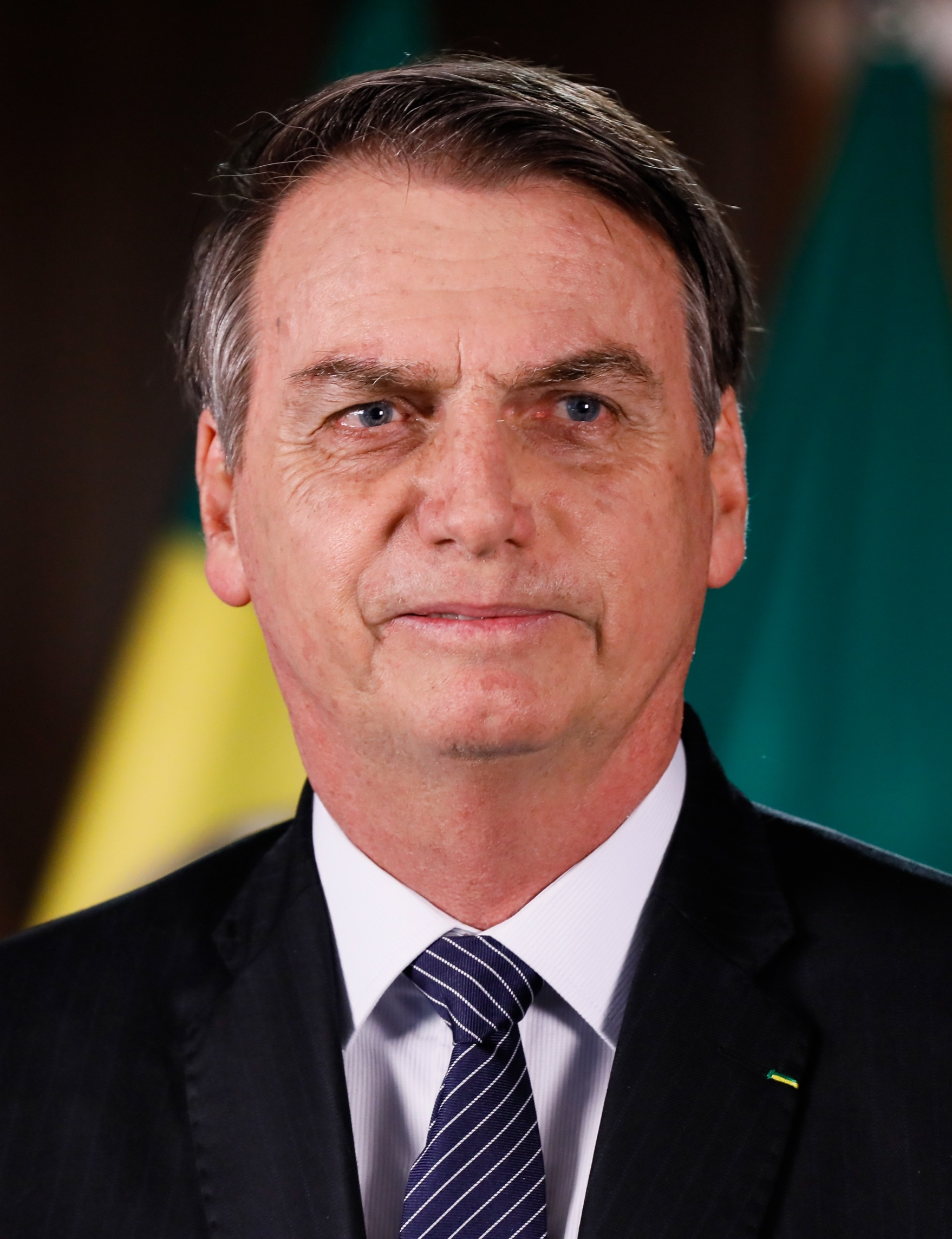
Brasil Jair Bolsonaro, President del Brasil
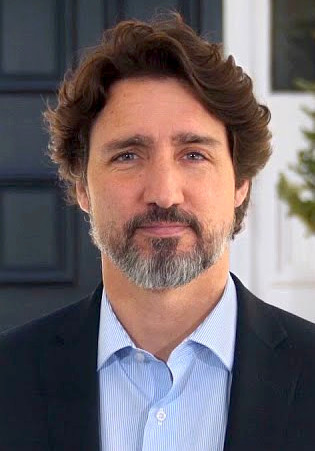
Canadà Justin Trudeau, Primer ministre del Canadà
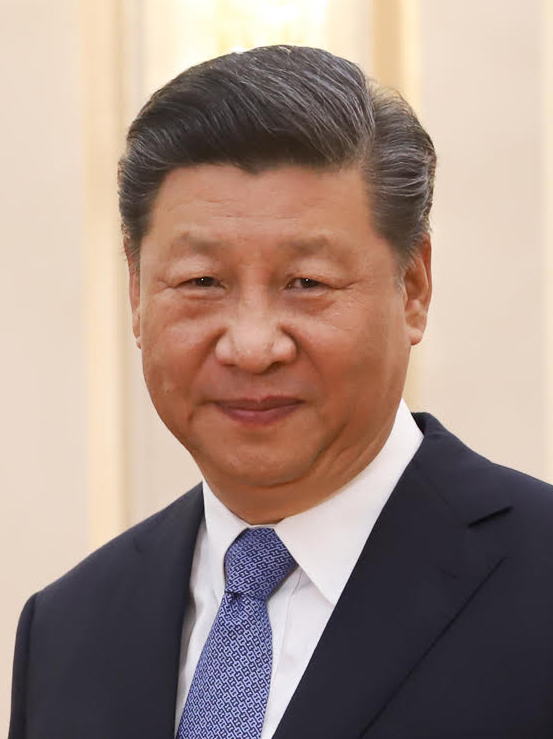
R.P. de la Xina Xi Jinping, President de la República Popular de la Xina
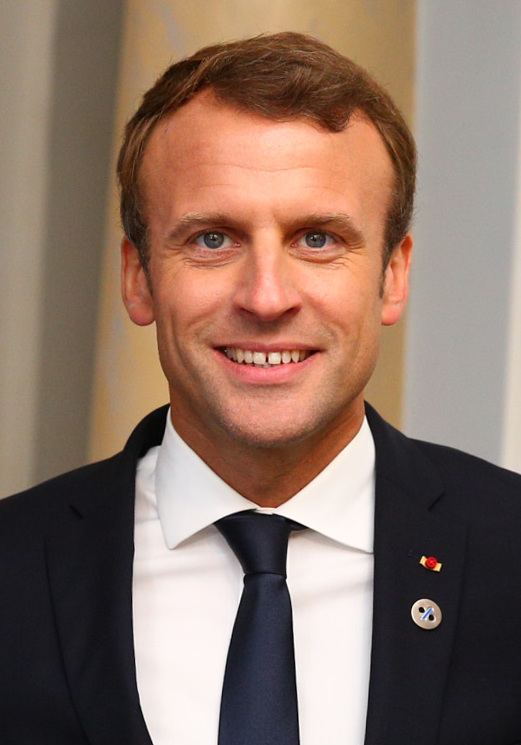
França Emmanuel Macron, President de la República Francesa
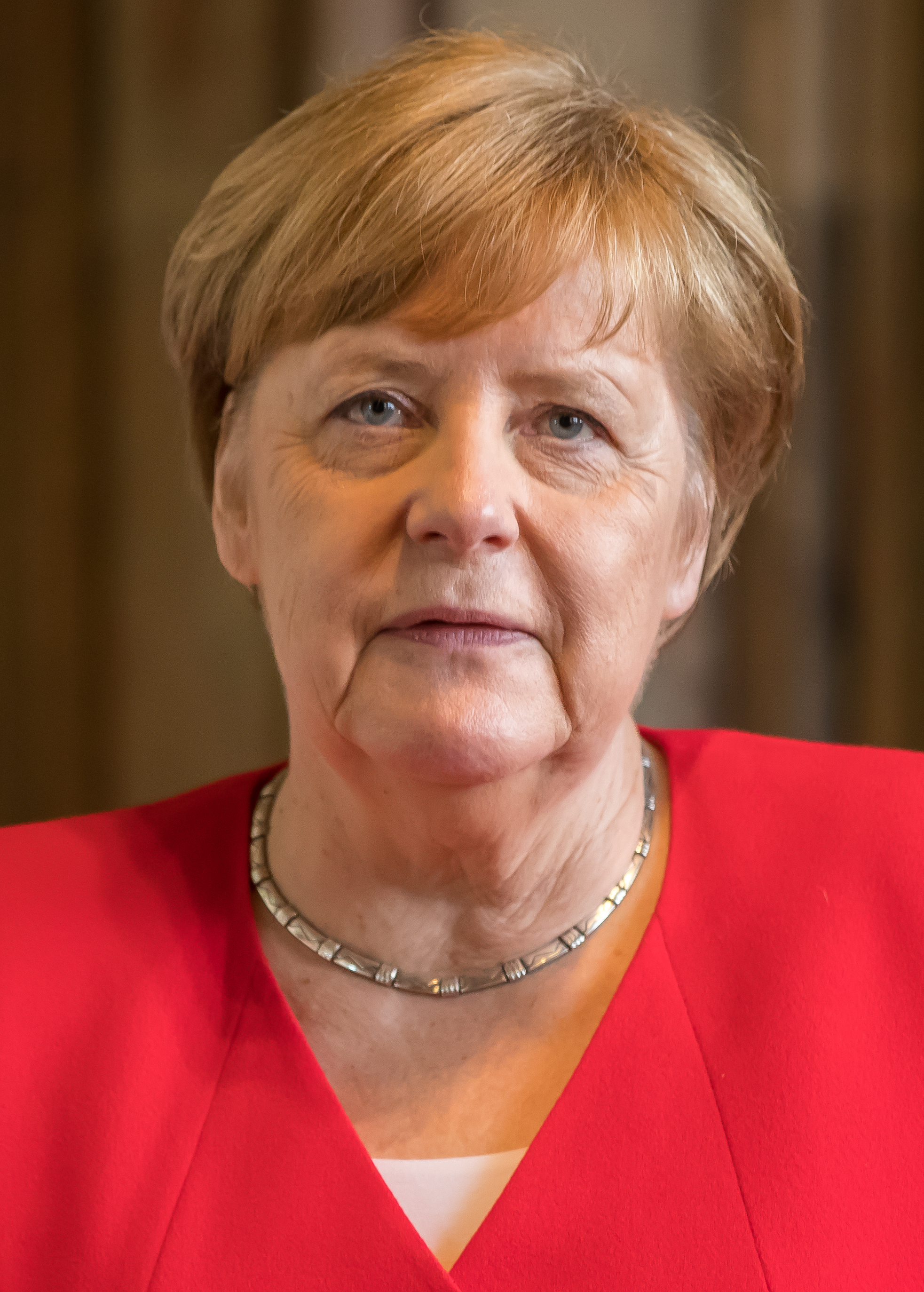
Alemanya Angela Merkel, Canceller d'Alemanya
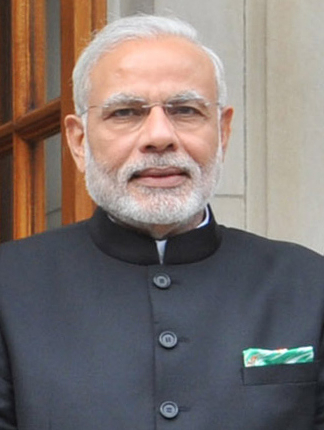
Índia Narendra Modi, Primer ministre de l'Índia
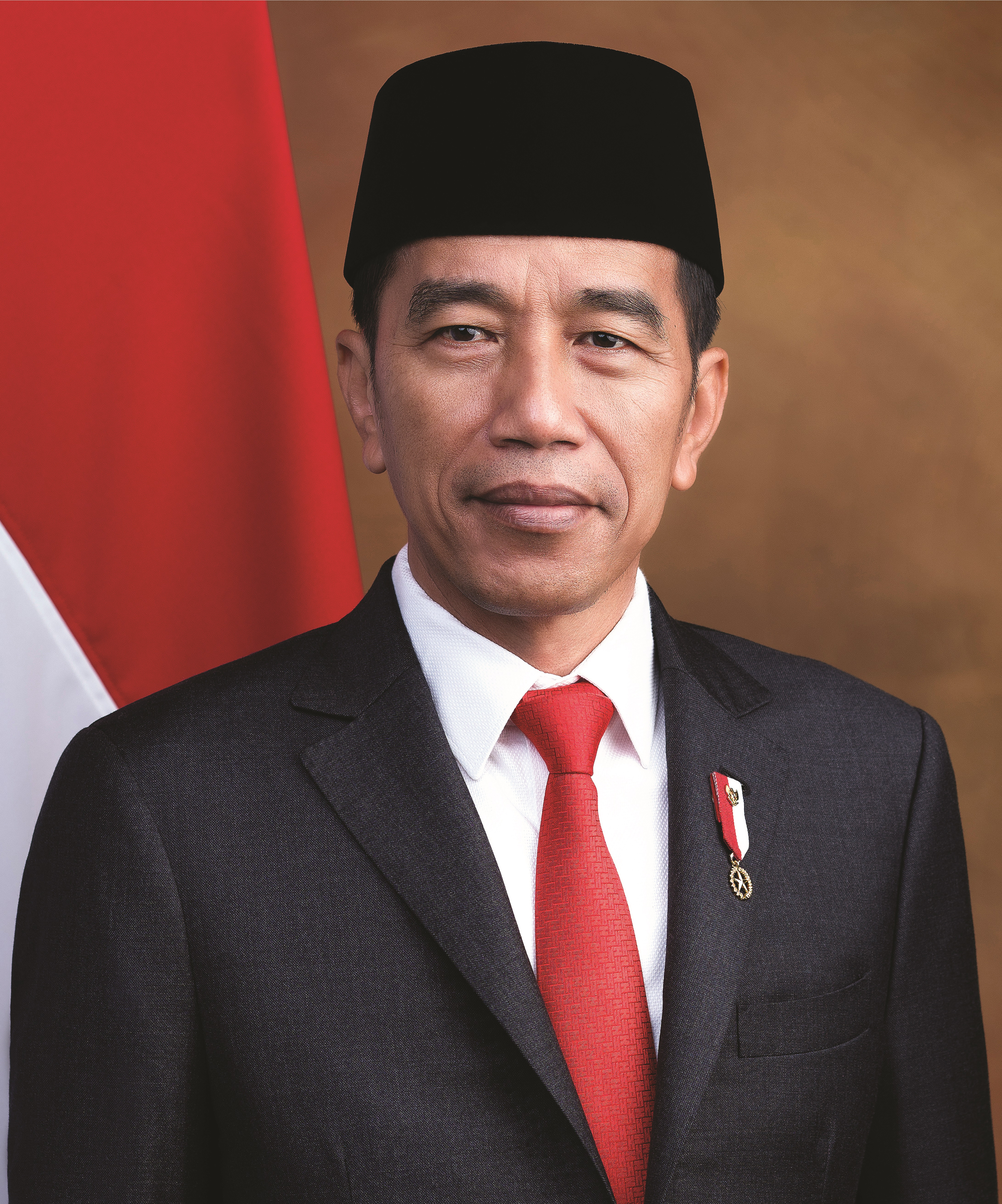
Indonèsia Joko Widodo, President d'Indonèsia
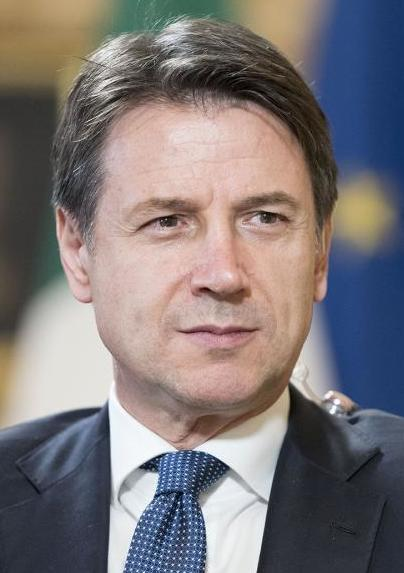
Itàlia Giuseppe Conte, President del Consell de Ministres d'Itàlia
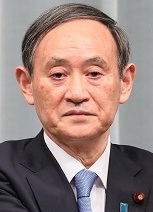
Japó Yoshihide Suga, Primer Ministre del Japó
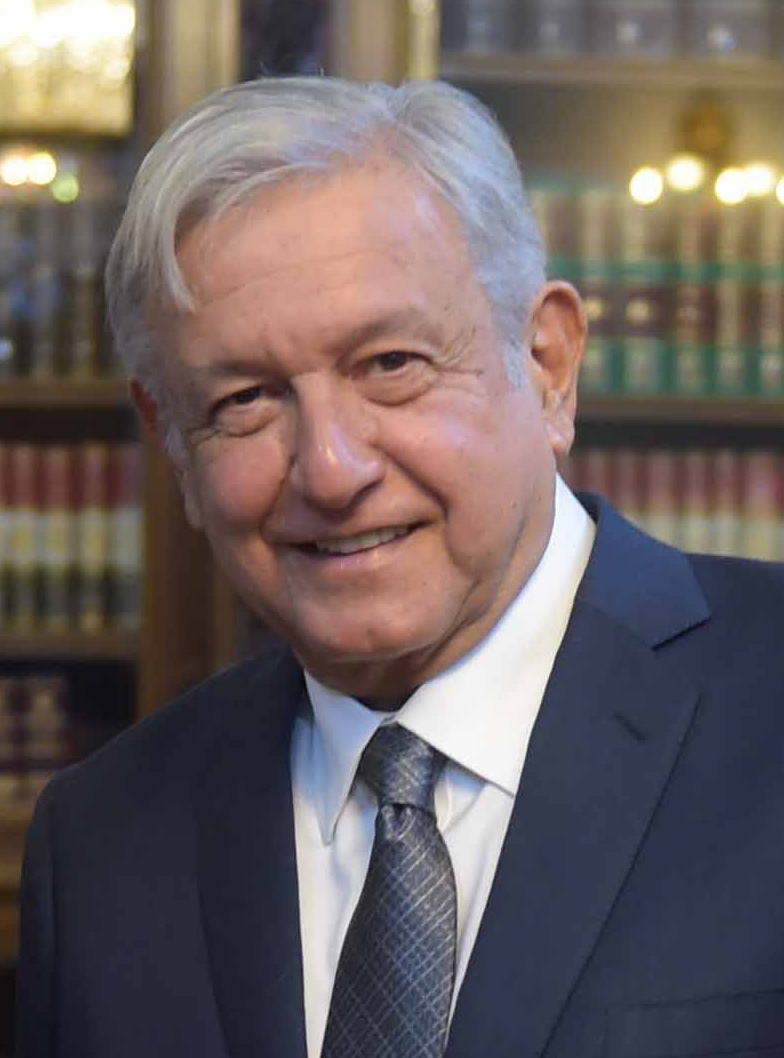
Mèxic Andrés Manuel López Obrador, President de Mèxic
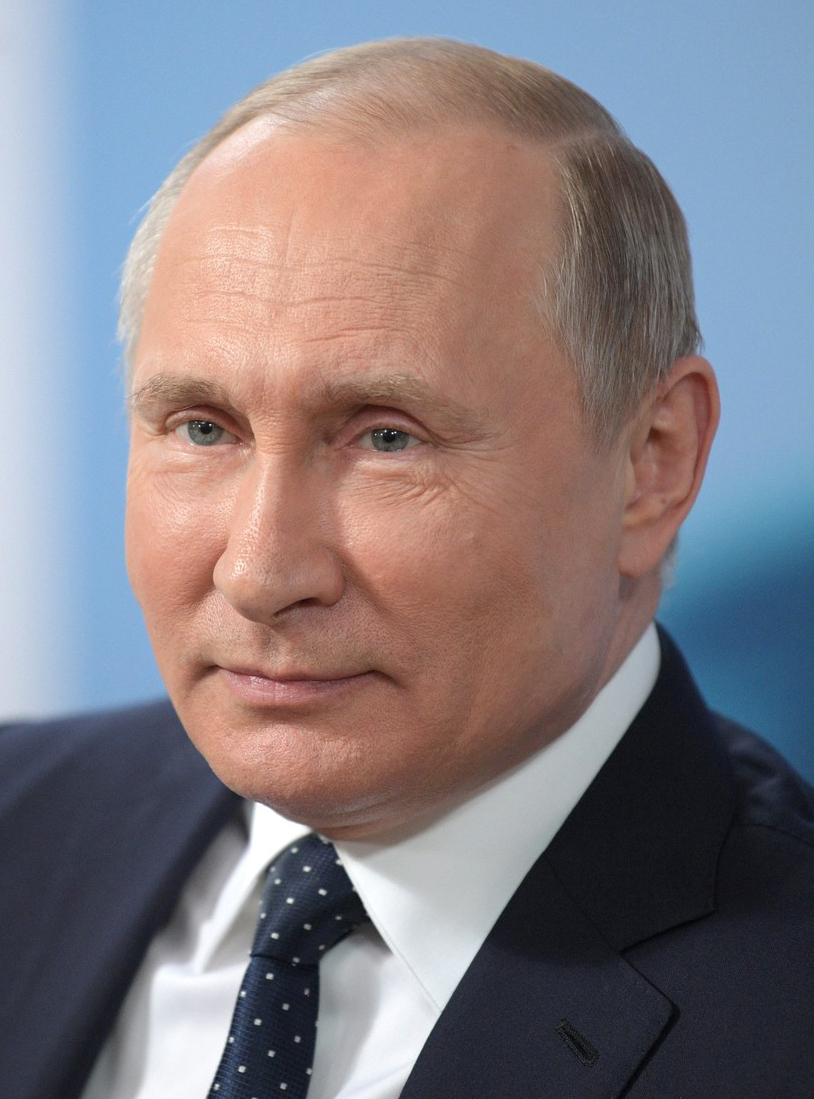
Rússia Vladímir Putin, President de Rússia
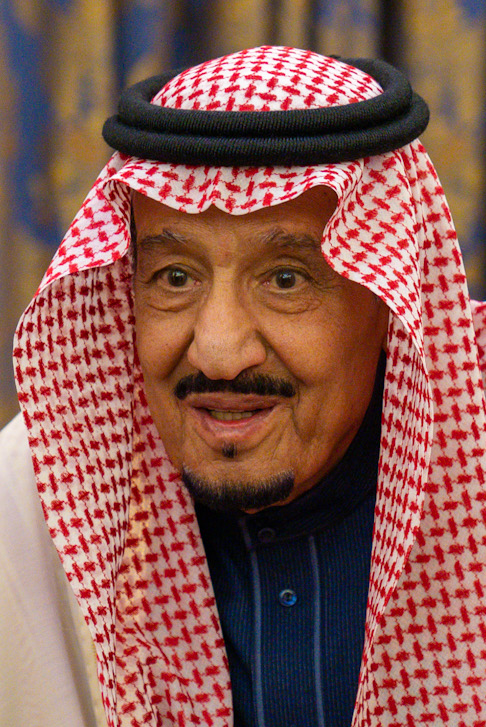
Aràbia Saudita Salman de l'Aràbia Saudita, Rei de l'Aràbia Saudita (amfitrió)
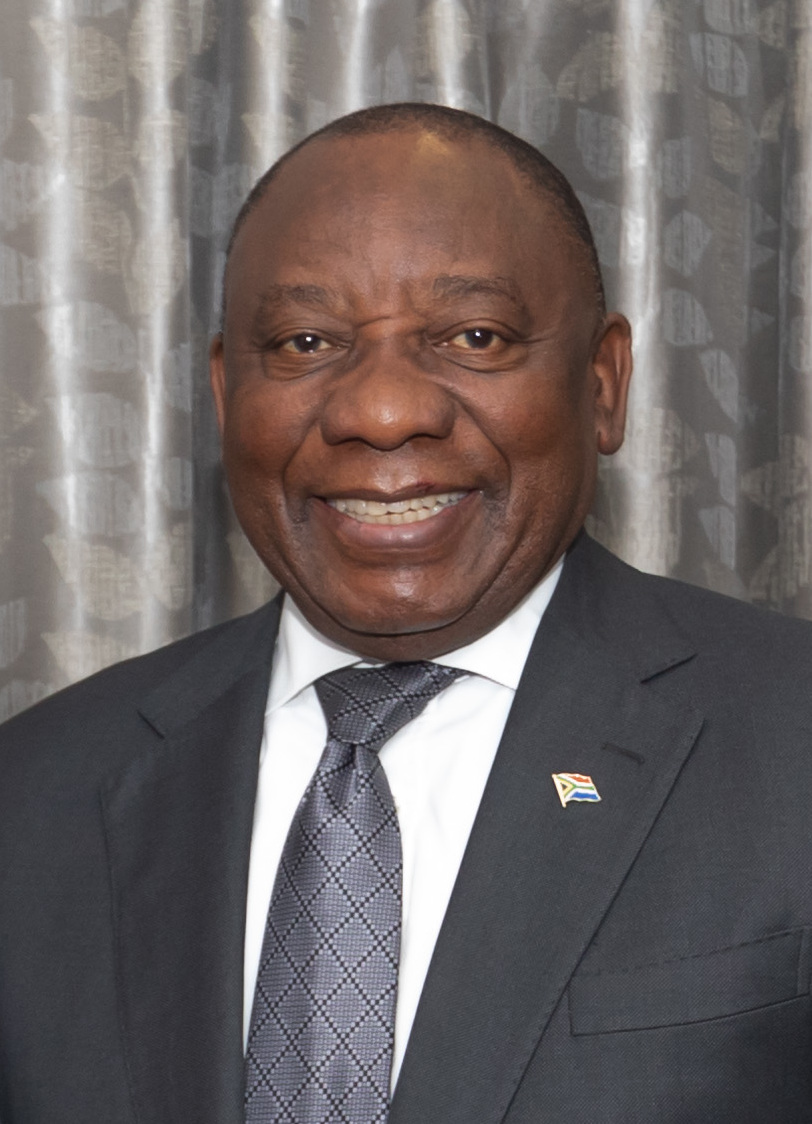
Sud-àfrica Cyril Ramaphosa, President de Sud-àfrica 2020 President de la Unió Africana
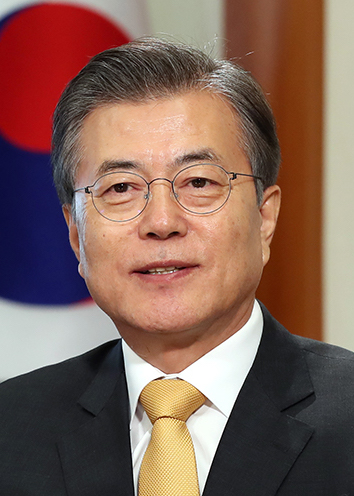
Corea del Sud Moon Jae-in, President de Corea del Sud
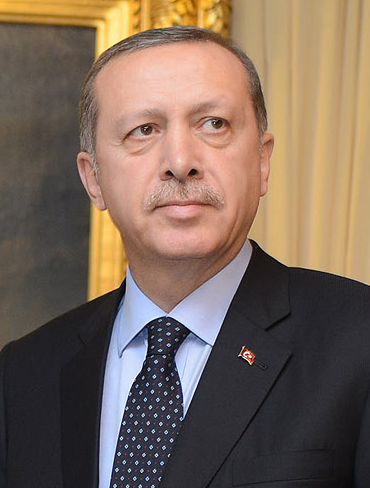
Turquia Recep Tayyip Erdoğan, President de Turquia
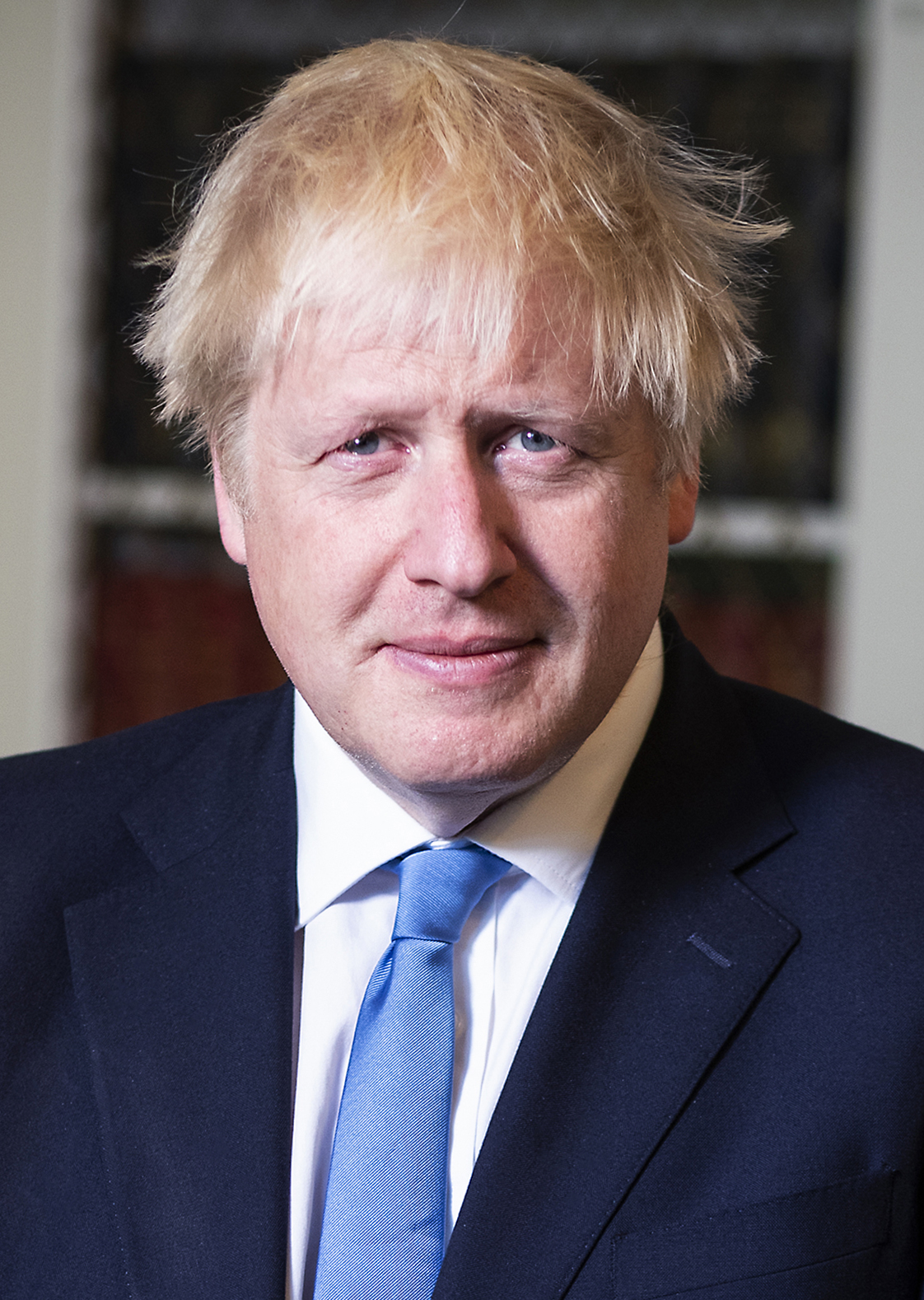
Regne Unit Boris Johnson, Primer ministre del Regne Unit
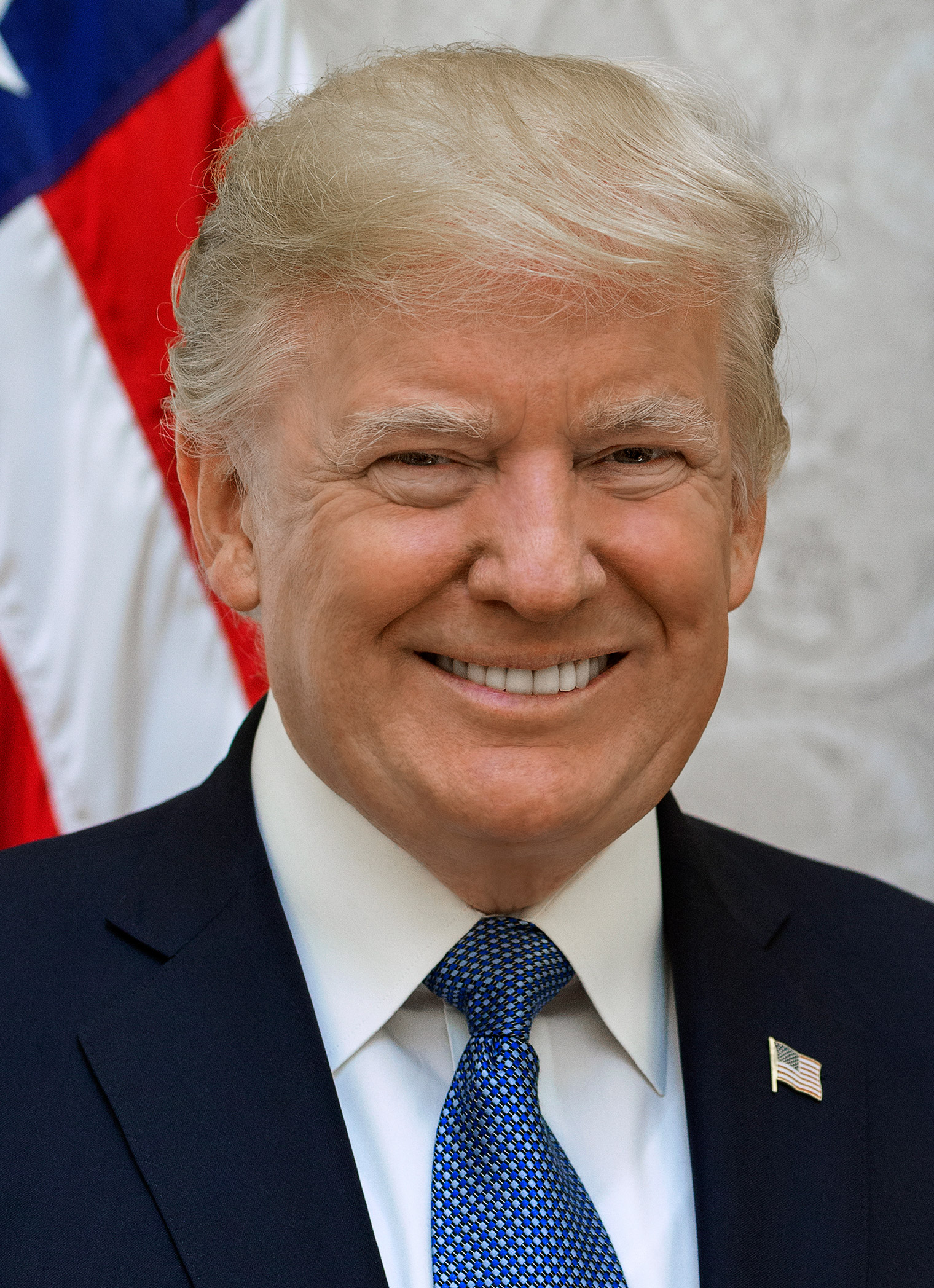
Estats Units Donald Trump, President dels Estats Units
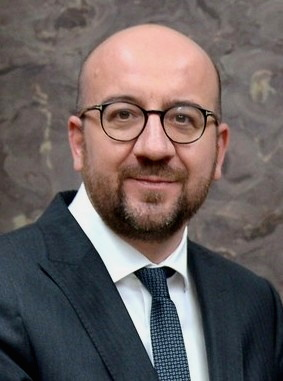
Unió Europea Charles Michel, President del Consell Europeu
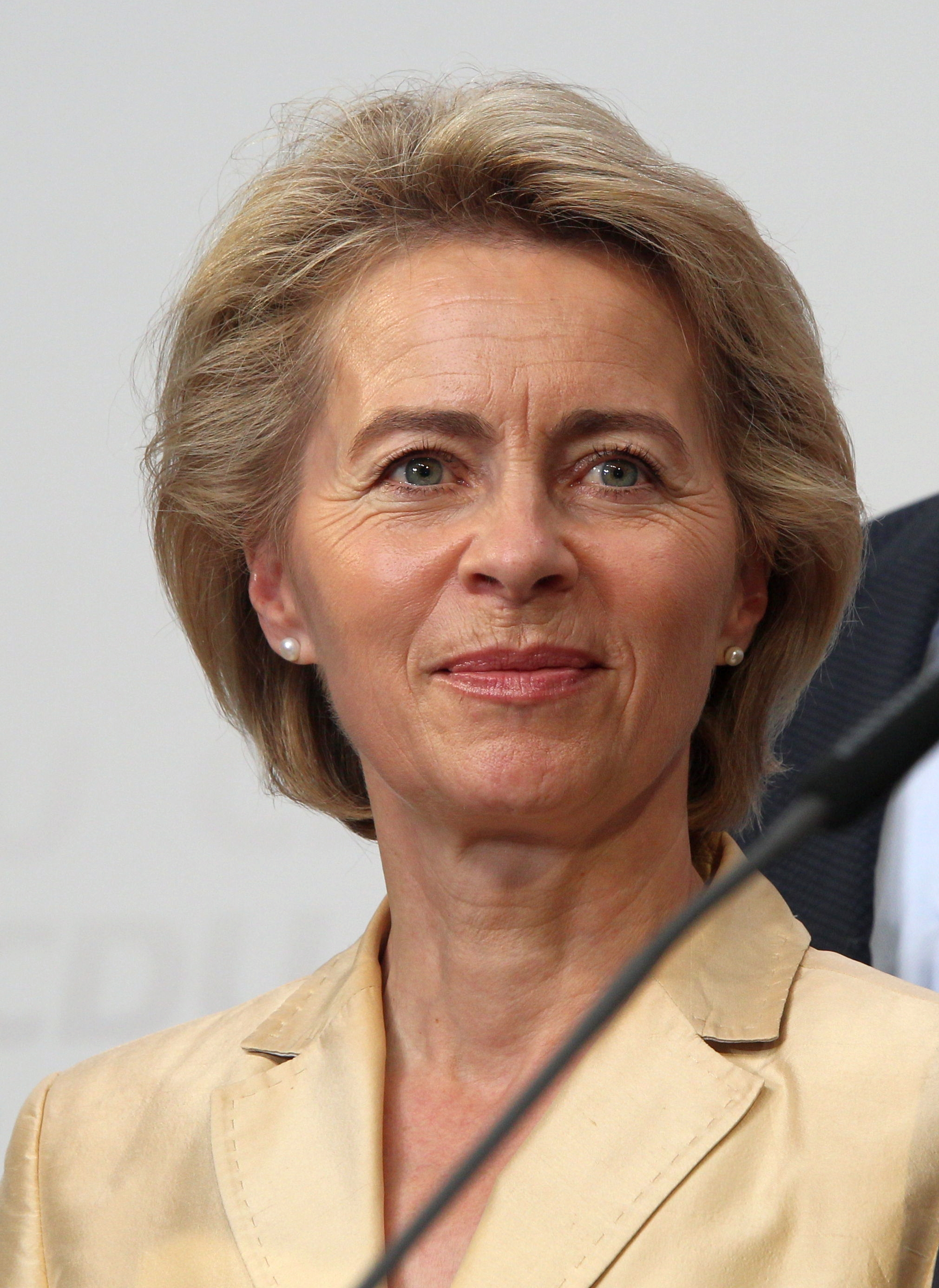
Unió Europea Ursula von der Leyen, President de la Comissió Europea

## Convidats

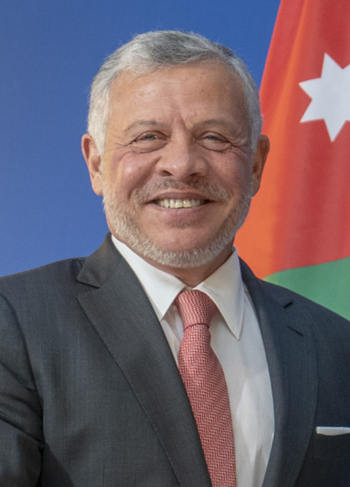
Jordània Abd-Al·lah II de Jordània, convidat
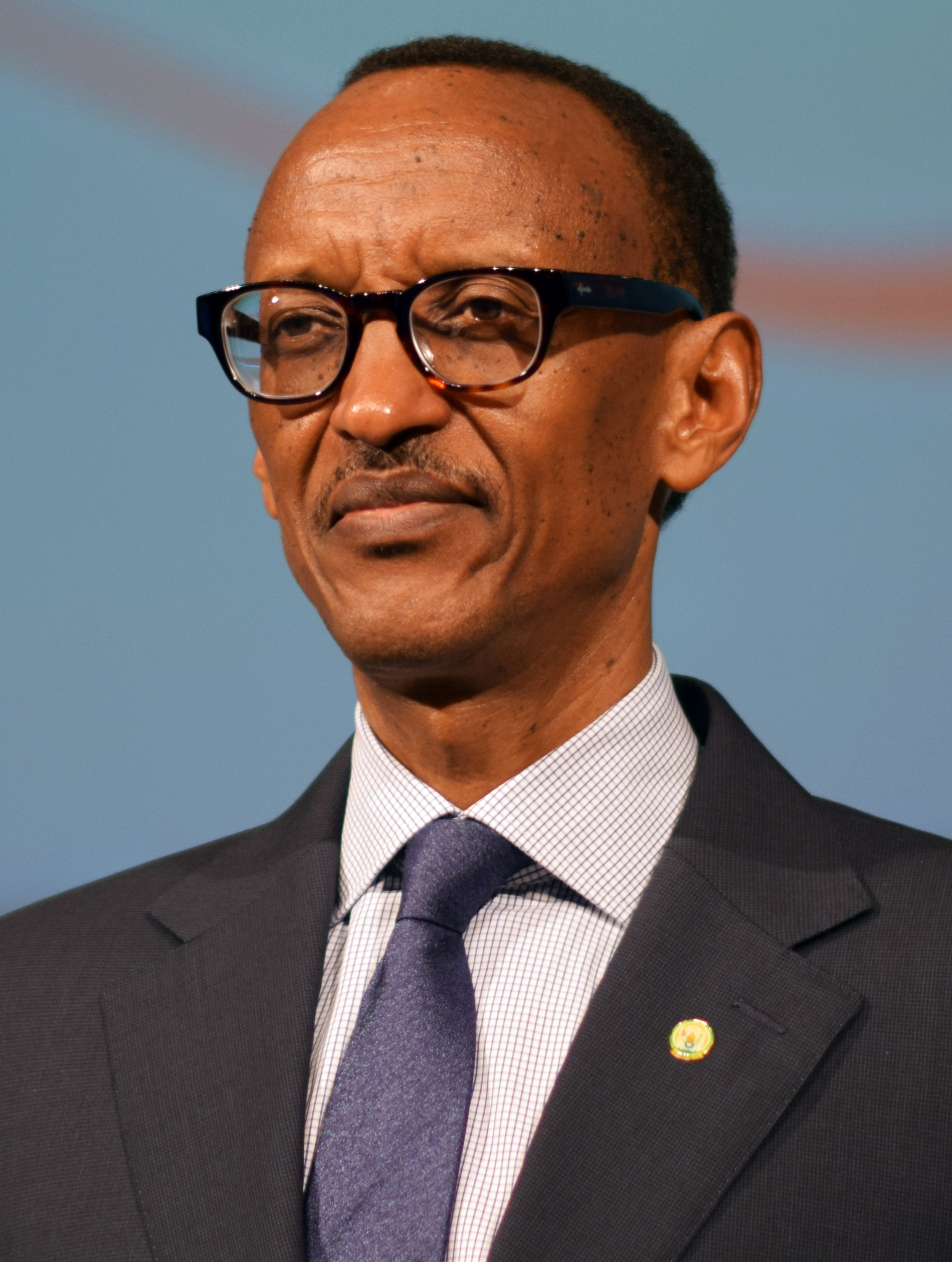
Ruanda Paul Kagame, President de Ruanda, President 2020 del New Partnership for Africa's Development (NEPAD)
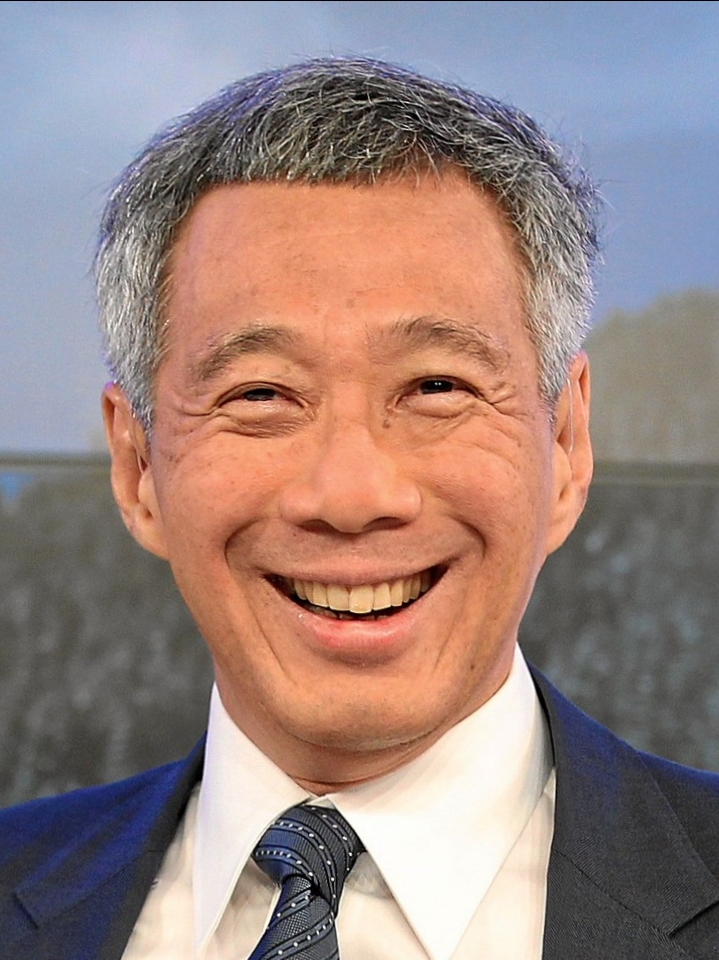
Singapur Lee Hsien Loong, Primer ministre de Singapur convidat
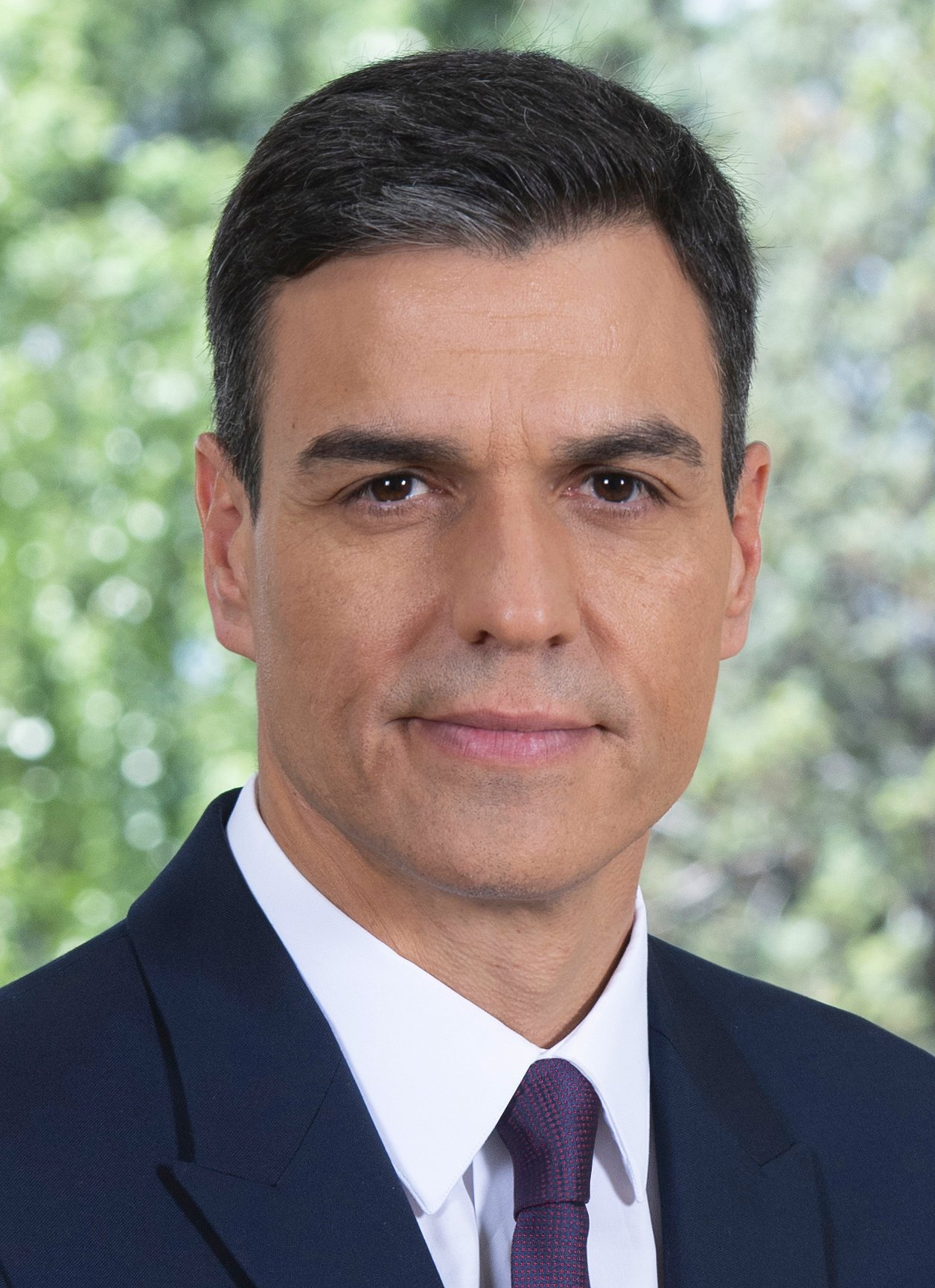
Espanya Pedro Sánchez, President del Govern d'Espanya convidat permanent
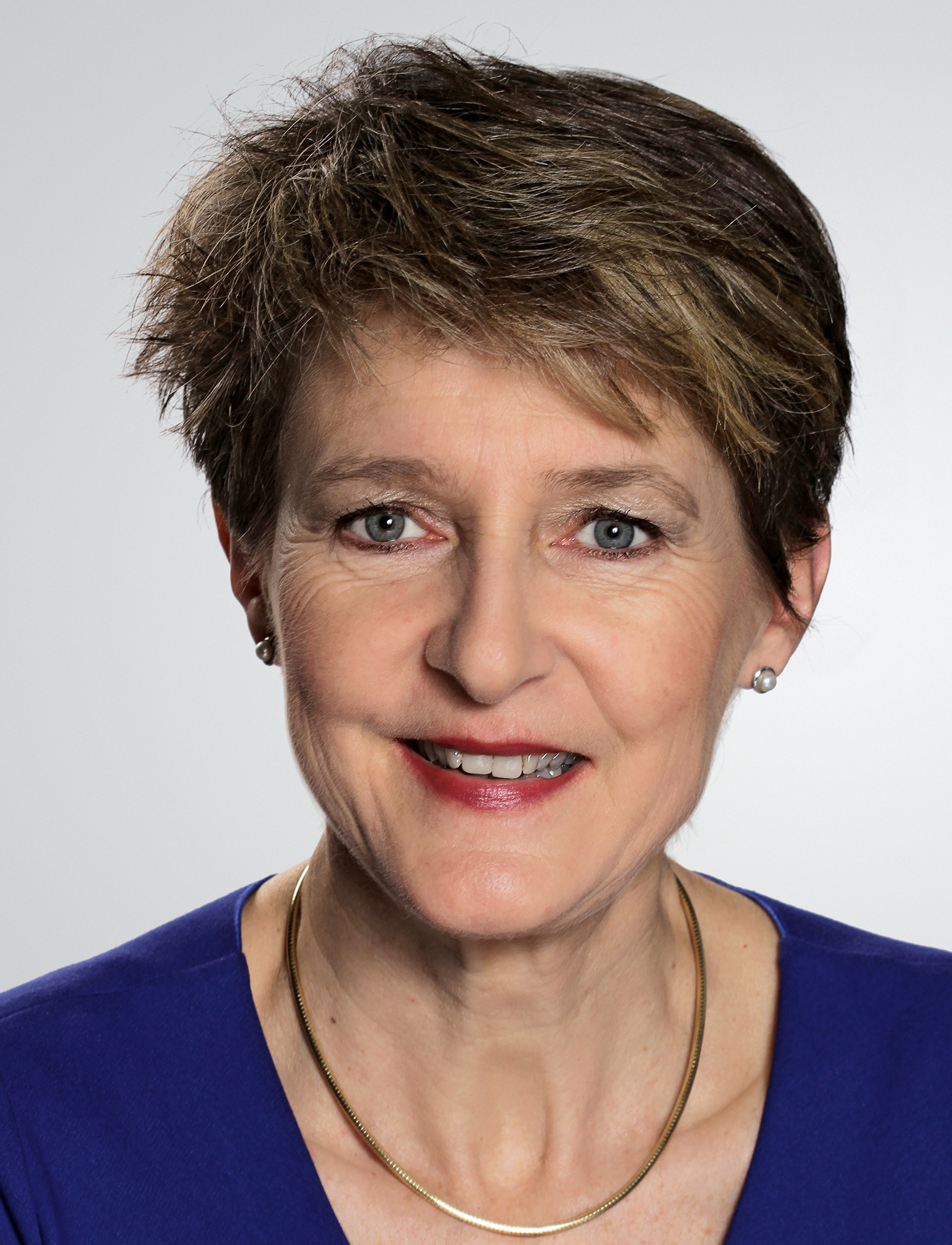
Suïssa Simonetta Sommaruga, President de la Confederació Helvètica convidat
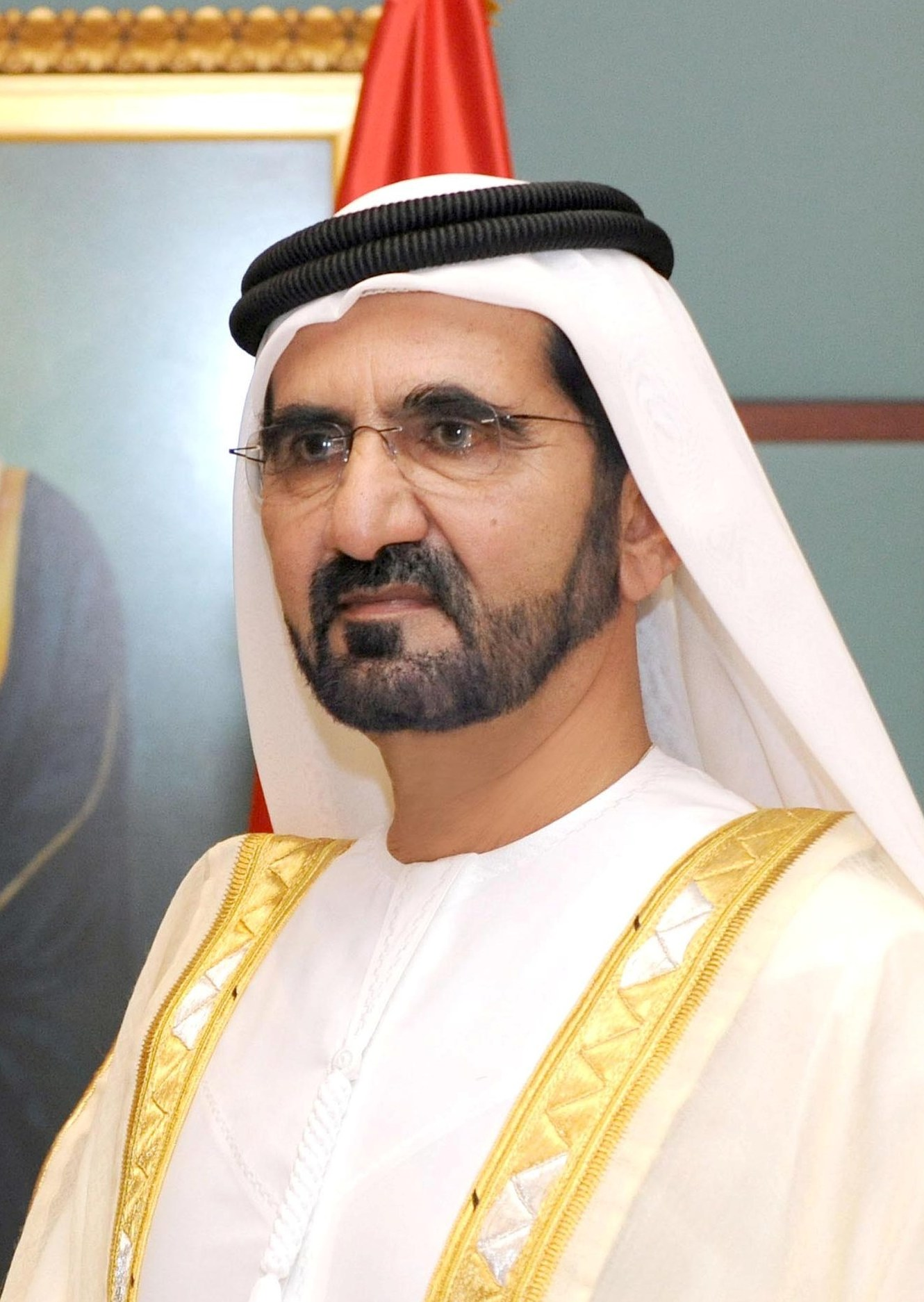
Emirats Àrabs Units Muhammad bin Rashid Al Maktum, Primer ministre dels Emirats Àrabs Units 2020 President del Gulf Cooperation Council
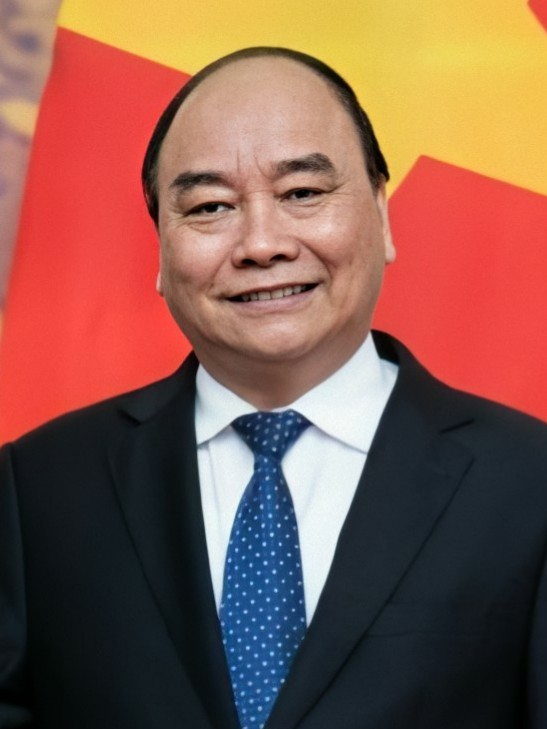
Vietnam Nguyễn Xuân Phúc, Primer Ministre del Vietnam 2020 President de l'Associació de Nacions del Sud-est Asiàtic

## Controvèrsies
El 7 d'octubre de 2020, el Parlament europeu va publicar una resolució denunciant les violacions dels Drets humans a l'Aràbia Saudita. La resolució publicada per un membre del Parlament europeu (eurodiputats) subratllava el tractament brutal pel Regne dels emigrants etíops, que han estat abandonats pels houthis al Iemen i a continuació detinguts per les autoritats saudites. Els diputats han criticat igualment el país per haver mantingut les dones i altres defensors dels drets humans detingudes i han exhortat els membres de la Unió Europea a suspendre la seva representació diplomàtica i institucional a la cimera de la G20 a Riad.